# Charles-Alphonse de Berghes-Saint-Winock
Le prince Charles-Alphonse-Désiré-Eugène, duc de Berghes Saint-Winock (Écaussinnes-d'Enghien, 4 août 1791 - Paris 7e, 5 octobre 1864), est un militaire et homme politique français.

## Biographie
Fils de François Désiré Marc Ghislain de Berghes Saint Winoc, maréchal de camp, et de Marie-Louise Agnès de Saint Blimont, il est issu d'une famille d'Artois ancienne et fortunée, la Maison de Berghes Saint-Winock. Fils d'émigrés, il naît dans les Pays-Bas autrichiens pendant la Révolution. Il a onze ans quand son père meurt en 1802, à Altona.
Rentré en France, il est, le 1er juillet 1814, fait brigadier des chevau-légers de la Garde du Roi.  
Il se tient à l'écart durant les cent-jours. 
En 1815, il devient capitaine commandant des chasseurs à cheval des Vosges. 
Il est ensuite gentilhomme de la Chambre du Roi Charles X, et chevalier de la Légion d'Honneur[Quand ?].
En 1821, il épouse la princesse Victorine de Broglie (1802-1855), unique enfant du prince Amédée de Broglie, maréchal de camp, député de l'Orne, et de Geneviève de Montreuil.
Elle lui apporte, en Normandie, le domaine de Rânes et son château.
Sans antécédent politique, il est fait pair de France en novembre 1827. 
Charles X le titre duc-pair héréditaire, sur majorat de pairie, par lettres patentes du 30 juin 1829.
Ardent légitimiste, il ne se rallie pas à Louis-Philippe et cesse de siéger à la chambre des Pairs après la révolution de 1830.
À partir du milieu du XIXe siècle, il entretient à Rânes un équipage de chasse à courre, le Rallye-Rânes.

### Descendance
De son mariage avec la princesse Victorine de Broglie, est issu un fils unique :
- Eugène Joseph Marie, 2e prince-duc de Berghes Saint Winoc (Paris, dixième arrondissement ancien, 11 août 1822 - Courbevoie, 6 juillet 1906), marié en 1844 avec Gabrielle Seillère (Paris, 20 janvier 1825 - château de Rânes, 12 avril 1899), fille du baron François Alexandre Seillère, banquier, chevalier de la Légion d'Honneur, et de Camille Gibert. Dont deux fils, morts l'un et l'autre sans postérité :
  - Pierre de Berghes Saint Winock, ancien élève de Saint-Cyr (promotion 1866-1868), mort pour la France de blessures reçues à la bataille de Sedan (Paris, 7 juillet 1846 - Bruxelles, 23 octobre 1870) ;
  - Guislain de Berghes Saint Winock, 3e prince-duc de Berghes,, ancien élève de Saint-Cyr (promotion 1867-1869), chef d'escadron, officier d'ordonnance du Maréchal de Mac-Mahon[5], membre du Jockey-club (Paris, 23 mai 1849 - Paris 9e, 23 janvier 1907).

### Armoiries
| Figure | Blasonnement                                            |
|        | Armes du Duc de Bergues, Prince de Berghes-Saint-Winock |

### Sources
- « Berghes de Saint-Winock (Charles-Alphonse-Désiré-Eugène, prince de) », dans Adolphe Robert et Gaston Cougny, Dictionnaire des parlementaires français, Edgar Bourloton, 1889-1891 [détail de l’édition] [lire en ligne]
- Ressources relatives à la vie publique :   - base Léonore
  - Sénat